# Свети Никола (Сапарево)
Вижте пояснителната страница за други значения на Свети Никола.
„Свети Никола“ е средновековна българска църква в село Сапарево, община Сапарева баня, област Кюстендил.

## История, архитектура
Църквата се намира се в старото селско гробище на село Сапарево.
Църквата има 2 строителни периода. Първата църква е малка еднокорабна и едноапсидна постройка от XIV-XV век. Предполага се, че е била разрушена през 1668 г. по времето на походите на султан Мехмед IV. Впоследствие е възобновена и разширена през 1676 г. от дошлия от Солун свещеник поп Пешо, като е запазена старата апсида и подът е вкопан около 1 метър. По-късната църква е също еднокорабна, с открит притвор и цилиндричен свод, изгоряла през 1950 г. След пожара са оцелели само източната стена с апсидата и протезисната ниша, оформена в цариградска арка. Останалите стени са частично запазени. Запазената част от църквата е поставена под покрив, който e рухнал.
Църквата е била изцяло изписана отвътре. Оцелелите остатъци от стенописите са силно пострадали от пожара и цветовете им са променени. В апсидната ниша след пожара се запазени следните сцени: Богородица на трон с Христос – дете и архангелите, Евхаристия, Мелисмос, Пиета. Сега – поради рухването на защитния покрив, фреските са изложени на преки атмосферни влияния и постепенно се унищожават.
Богомолците продължават да почитат нейните руини, поставят там икони и палят свещи по празници и други поводи. До пожара по стените още ясно са личали надписи и подписи на български поклонници от началото на XVIII в. Малкото по обем запазени части от сградата и нейните стенописи показват, че гробищната църква в село Сапарево принадлежи към прочутите църкви от Западна България. Паметник от национално значение.

## Други
Църквата носи името на Свети Никола или Свети Николай Мирликийски Чудотворец (270 – 343). Той е източноримски духовник, епископ на град Мира Ликийска в областта Ликия. Приживе Николай Мирликийски е известен като противник на езичеството и арианството. След смъртта си е почитан като светец и покровител на моряците и търговците.
През средновековието мощите му са пренесени от италиански моряци от храма в Мира в гр. Бари, Италия където се пазят и до днес.
В България денят на светеца – Никулден, се чества на 6 декември.